# ファイアーエムブレム 烈火の剣
『ファイアーエムブレム 烈火の剣』（ファイアーエムブレム れっかのけん、FIRE EMBLEM THE SWORD OF FLAME、FIRE EMBLEM The Blazing Blade）は、ファイアーエムブレムシリーズの第7作目として2003年4月25日に任天堂から発売されたゲームボーイアドバンス用ゲームソフト。開発元はインテリジェントシステムズ。『ファイアーエムブレム 封印の剣』の続編。
日本国外では本作がシリーズとしての第1作目になり、サブタイトルの無い『FIRE EMBLEM』の表題にて2003年11月から2004年7月にかけてアメリカ・カナダ・ヨーロッパ（英語・ドイツ語・フランス語版と英語・スペイン語・イタリア語版の2バージョン。どちらのバージョンもゲーム開始時に言語を選択）・オーストラリア・ニュージーランドで発売された。
後にWii UおよびNintendo Switch向けにダウンロード販売された。

## ゲーム内容
本作は前作の20年前のエレブ大陸（今作は主にリキア地方）を舞台とし、前作で主人公ロイの父親として登場していたエリウッドがメインの主人公を務める。彼の他にも『封印の剣』で出演したキャラクターの親戚縁者が数多く活躍している。前作の序盤で命を落としたヘクトル（ロイの幼馴染リリーナの父）はもう一人の主人公であり、『ファイアーエムブレム外伝』以来となる女性主人公としてリンも登場する。
またシリーズ中で唯一戦争が舞台となっていない作品であり、主人公三人の友情や成長、様々な家族の絆を主眼において描かれたストーリーは、シリーズの中では異色とされる。また、「人と竜」という異種族同士の対立と和解への希望も大きなテーマとして位置づけられている。
ストーリーについて
リン、エリウッド、ヘクトルそれぞれが中心となる各編が用意されている。
「リン編」は序章的な扱いであり、そのクリア後、本編たる「エリウッド編」がプレイ可能となる。さらに、「エリウッド編」をクリアすると「ヘクトル編」がプレイできる。一度出してしまえば、その後はどの編からでも自由にプレイ可能。
リン編をクリアしてからエリウッド編かヘクトル編をプレイするとリン編でのキャラクターのデータが引き継がれ、評価に応じてあるアイテムを持ってきたりする。また、軍師に関した多少の演出も異なる。逆にリン編をプレイせずいきなりエリウッド編、またはヘクトル編からプレイするとリン編に登場するキャラクターは普通にプレイしたときに比べややレベルの低いまま登場する。
「ヘクトル編」は「エリウッド編」とほぼ同じ平行した時間軸で、細部が異なり、外伝的な部分も描かれている。
一旦ゲームをクリアすれば、解禁されたあるいはクリアしたことがある編や難易度は最初から選択できるようになる。とくにリン編を飛ばしてゲームを開始したりリン編クリア後、エリウッド編やヘクトル編の選択可能なモード選択することができる。
基本システム
基本的なシステムは『封印の剣』とほぼ変わりがない。以下、おもな変更点を述べる。
- 武器の命中値が全体的に上昇され、味方の成長率が全体的に引き上げられるなど、ゲームバランスが調整された。
- 天候が導入され、雨や雪が降ると移動できる距離が減少する。これまでの作品でも雪が降っているマップなどは存在したが、今作では天候が悪化すると移動力が減少しターン経過で降ったり止んだりする。同時に建物が登場するマップでは屋内では影響を受けない。
- 戦死＝ゲームオーバーとなる主人公がリン、エリウッド、ヘクトルの三人に増えた。ただし、メインの主人公はプレイ中の編に依存するため制圧や全マップでの強制出撃といった役割はプレイしている編における主人公のみができる。
- 索敵マップでは敵総数が確認できなくなっている。また、トーチの効果がたいまつと同様のものから、ほかの遠距離杖と同様に範囲を指定し、指定したポイントでたいまつを使用した場合と同様なものとなっている。その際、自分自身の場所はこれまでの作品と違って選択できない。

進撃準備の仕様変更について
GBA版では本作のみ、進撃準備画面で武器を購入することができない（アイテムや武器の売却のみ可能）。また、いわゆるドーピングアイテムも購入不可能である。アイテムが半額になるシルバーカードはハードモードでのみ入手可能。
使用可能なアイテム（クラスチェンジやドーピングなど）の使用が進撃準備でも可能。
マップ攻略上のヒントを進撃準備において有料（後半は無料）で聞ける。リン編では使用できない。
進撃準備でマップ上の店の品揃えが出撃前に確認できる。
輸送隊について
輸送隊（マリナス）は、仲間になってから各マップで出撃枠を消費せずに出撃するかどうかを選択できる。
戦闘不能になっても死亡扱いにならず、生存評価にも影響しないうえ次回以降のマップにも継続して出撃することができるが、その章の分のレベルは上がらない。マリナスを出撃しない選択をする、または戦闘不能になって撤退してしまうと、マップ上でいっぱいになったアイテムを輸送隊に送れずに、所持アイテムを処分しなければならなくなってしまう（マリナスが仲間になっていなかったり、出撃不可能だったりした場合も同様）。さらに、撤退した場合は支援会話がリセットされてしまう。
輸送隊本人はアイテムを直接所持することが基本的に不可能であるため、輸送隊自身が輸送隊から引き出して他のユニットにアイテムを渡すなどもできない。
戦績評価について
戦績評価は文章ではなく1つから5つの星で表現され、進撃準備で閲覧できるようになった(リン編では閲覧不可)。
本編を一度クリアした後は、メニューから難易度・モード別の戦績評価の閲覧が可能となった。各々の評価に加えプレイ時間、資産なども記録される。よりすぐれた評価を得ればその都度上書きされ、最高評価はすべての項目の星が５つのSとなる。ここで論評するキャラクターは特定のアイテムを使用したキャラとなるが、使用していないor死亡したなど場合にはマリナスがしゃべる。
難易度について
各編にはそれぞれハードモードが用意されており、各編をクリアするごとに対応するハードモードがプレイできるようになっている。
ハードモードはただ敵が強くなったり増えたりしただけでなく、敵の初期配置や増援、所持アイテム、兵種、その他仕様が全く異なっているステージもあり、ノーマルで通じた戦術がハードでは通用しないことも多い。さらに、出撃人数が少なくなったり獲得経験値が少なくなったりと、味方を育てにくくなっている。
天候の変化時もリン編を除くハードモードではノーヒントに変更されている。
リン編のハードモードではチュートリアルがなくなっただけで、敵の強さや数などといった点ではステージの難易度に差はない（チュートリアルで手に入ったアイテムが入手できないなどささいな違いはある）。
武器レベルについて
各々の武器レベルごとに武器レベル上昇に必要な経験値が異なる。さらに武器ごとに定められた武器経験値も異なり、多くの武器経験値が得られる武器で戦えば少ない使用回数で武器レベルが上昇する。ある武器でとどめをさしたときに限って得られる武器経験値は2倍となるがあと1回で壊れるときは武器経験値が入らない。
軍師システムについて
プレイヤーを「軍師」としてゲーム中に登場させるもの。本システムを使わないこともできるが、軍師がいる場合、命中率の補正や軍師がいないと入手できないアイテムがあるなど、数々の特典があるほか、一部イベントに変化がある。なお、軍師のデフォルト名は「マーク」だが、プレイヤーの好きなように変更は可能。また、誕生日や血液型などの簡単なプロフィールの設定もできる。これらのプロフィールに依存して属性が決まり、軍師と同じ属性のキャラについてはプレイヤーの戦績に応じて命中などに補正がかかる。
リン編からゲームを開始する場合、軍師を使わない選択はできない。ゲームを1度クリアまたは封印の剣と通信を行なって、エリウッド編やヘクトル編からリン編を経由せずにゲームを開始した場合のみ、軍師なしプレイが可能である。
支援システムについて
前作とは異なり、1つの章でいくらでも友好ポイントが稼げるようになったため、前作よりも支援会話を発生させやすくなっている。しかし、1章につき1段階しか支援レベルを上げることはできない。1回支援会話をしてから、また支援会話が可能になるまで友好ポイントをためることもできる。ただし、リン編では一切支援が発生しない。
クリア後のオプションでは、一度見た会話をいつでも見直せるように「支援会話一覧」が加えられた。収集率や誰と誰に支援が発生するのか確認することもできる。
外伝について
外伝の出現条件を満たしたとき、外伝にいくかどうか選べるようになった。
新クラス
『封印の剣』より追加された新クラスは以下のとおり。なお、前作までの僧侶は男女それぞれ修道士、シスターに分かれた。
- 修道士 - 神に仕える男性。光魔法を専門とする。前作では下級職では光魔法が使えるユニットがいなかったが、修道士は下級職から光魔法が使えるため、クラスチェンジしても武器レベルあげで困らなくなった。
- シスター - 神に仕える女性。杖を専門とする。こちらは前作の僧侶に近く、司祭にクラスチェンジする。今作では武器レベルがひとつしかSにできないため、クラスチェンジしてから光魔法をSにしたければ杖をほとんど使わずに戦闘に専念せねばならない。
- アサシン - 闇に生きる暗殺者。盗賊の上位クラスで、剣を専門とする。必殺率に依存し、たとえダメージが0であっても、敵を一撃で葬り去る「瞬殺」のスキルを持つ。盗賊の能力である索敵マップでの視界拡大や盗賊の鍵は使えるが、盗む能力は喪失する。
- 狂戦士 - 海賊の上位クラス（今作では味方になる山賊は存在しない）で前作のバーサーカーに近いが、英雄の証でクラスチェンジができなくなり、特殊で高価な専用アイテムを使用せねばならなくなった。
- ブレイドロード - 剣を取り草原を治める長。リン専用クラス。剣に加え、弓も扱う。剣歩兵ユニット。
- ロードナイト - 馬に乗り戦場を駆ける君主。エリウッド専用クラス。剣に加え、槍も扱う。騎馬ユニット。
- グレートロード - 攻守に長け、高い戦闘力を持つ君主。ヘクトル専用クラス。斧に加え、剣も扱う。重歩兵ユニット。
- 大賢者 - 八神将の一人アトス。アトス専用クラス。理、光、闇の全ての魔法に加え、杖も扱う。
- 災いを招く者 - 禁忌を犯し、強大な闇の力を手にいれし者。ネルガル専用クラス。理、光、闇の全ての魔法に加え、杖も扱う。
- 魔封じの者 - 魔法を封じる力を持つ謎の存在。キシュナ専用クラス。戦闘能力は持たないが、彼を起点として半径10マス以内において、魔法および杖が使えなくなる結界を自動的に張る。高難易度モードでは移動することもあり、結界の範囲も同時に動く。結界内では魔法使いは武装解除され、武器（魔道書）を持っていたとしても戦闘アニメでは持っているように見えるが、装備すらしていないものとして扱われ、攻速落ちの影響は受けない。しかし魔法剣は結界内でも使用可能である。結界内はマップの色が変わるため区別ができる。結界から1マスでも外部であれば、そこから結界内部へ魔法や杖の使用は可能である。戦闘アニメは存在しない。また、攻撃したり倒したりしても、経験値は得られない。
- 古の火竜 - 太古に存在したといわれる強力な竜。火の竜専用クラス。防御不能の灼熱のブレスを操る。防御を無視してダメージを与える。戦闘アニメは強制的にオンになる。また、瞬殺で倒すことはできない。

闘技場について
本作ではいくらかの新クラスが登場したが、このうち修道士のみ闘技場で登場する。使用してくる武器のランクは司祭と同様である。アサシンは敵として闘技場にでてくることはない。敵の兵種や使用してくる武器のランクは前作と同様であるが、闘技場内での支援効果は無効に変更された。
増援について
敵の増援は味方ターンの開始直前に現れる（増援の一部は、前作と同様に出現直後から移動を開始する）。
周回数について
周回数はカウントされ、2周目以降はマップメニューの状況から確認できる。エリウッド編またはヘクトル編をクリアし、データをセーブしたときに限ってクリアと認められる。リン編のみではカウントされず、また同じセーブデータをコピーし、それを複数クリアしてもカウントされない。たとえば、終章のデータを２つ記録しておき、１回ずつクリアしてもカウントはされない。オンオフの切り替えもできるが、オフにするとクリア特典であるユニットの移動スピードの加速ができなくなる。また、13周以上はカウントされず、それ以上クリアしても13周のままである。今作では複数回クリアしてもトライアルマップなどの特典は存在しないが、一部エンディングなどが追加されるメリットはある。

## ストーリー
舞台は前作『封印の剣』の20年前までさかのぼる。エレブ大陸の東の大地。サカ地方の草原の一軒のゲルから物語は始まる。
見習い軍師マーク（デフォルトネームで変更可能）は旅の途中行き倒れ、目を覚ますと一軒のゲルの中にいた。彼の目の前には一人の少女が…。少女の名前はリン。遊牧民族のロルカ族の族長の娘であった。彼女は行き倒れたマークを助け看病してくれていたのだ。リンは幼い頃、両親や部族の仲間を山賊の襲撃で失い一人で暮らしていた。彼女はマークが軍師修行の旅でエレブ大陸を旅をしていると知ると、彼についていくことを決意。こうしてリンとマークの旅は始まった。
リンとマークは旅の途中によった町で二人の騎士、セインとケントに出会い、自身がキアラン公女であること、祖父がまだ生きていること、自身の命が狙われていることを知る。ニニアン、ニルス、エリウッドとの出会い。数々の困難を乗り越え、リンは自身の命を狙うものとの決着をつける。
それから一年後、舞台はリキアの大地に移る。フェレ領公子エリウッドが行方不明の父を探すために騎士マーカスと従騎士ロウエンらと共に旅に出たのだ。途中、親友のヘクトルやリン達と合流。父探しの旅も光が見えてきた。しかし、この後彼らがエレブ大陸の命運をかけた戦いに身を投じるなどとはまだ誰も予想はしていなかった。大切なものを守るため、そして無事に自身の領へ戻るため、影に隠れた陰謀の中で、知られざる英雄たちの表に出ることなき戦いが始まった。

## 用語
人竜戦役、終末の冬、神将器

守護兵
かつて八神将と共に戦った戦士たちの亡霊。エレブ各地に封印されている「神将器」を護り続けている。ローランに仕えた狂戦士ゲオルク、テュルバンに仕えた勇者カイムなど。
ファイアーエムブレム
ベルン王家に伝わる紋章で、正当な王位継承者たることを示す証。「炎の紋章」ともよばれる。神将器を超える武器「封印の剣」を解き放つための鍵。
タイトルそのものであり、シリーズ恒例の最重要アイテム。本作においては、ベルンお家騒動の小道具。
古の竜
ネルガルによって別の大陸から召喚された竜族。本編中には火竜4体、氷竜2体が登場する。本作において竜は人を遥かに超越する生物として描かれており、その戦闘力、叡智、生命力すべてが人では全く太刀打ち出来ない。しかし、その寿命の反面、繁殖能力だけは人に劣っている。
ちなみに、竜族は1000歳を数えても未だ成体に達さないほどの長寿であるため、6体の竜は全て、人類に敗れて故郷であるエレブ大陸から離れることを余儀なくされたその当人たちである。
竜の門
ヴァロール島の古代遺跡にある巨大な「門」形状の遺跡。かつて竜族が築き上げた空間転送装置であり、エレブ大陸と異大陸を繋いでいる。起動には膨大なエーギルが必要。
人竜戦役時、人との争いを望まなかった竜や、戦いに敗れるも生き延びた竜らがこれを使って異大陸に逃げ延びた。
エーギル
体力や精神力など、人や生き物が生きる力そのもの。これを失うことは死を意味する。エーギルの量は個体ごとにまちまちで、心身の鍛えられた人物ならば常人の数百倍もの量に達することすらある。しかし、そういった個体はごくわずかしか存在しない。
ネルガルは数百年前にナバタの「理想郷」で、他者のエーギルを奪い己の力に変える竜族の秘術を学んだ。彼は自身の体に他者のエーギルを施しているため凄まじい魔力を宿し、並の攻撃ではまともに傷を負うことすらない。
モルフ
ネルガルがエーギルを用いて無から生み出した人造人間。漆黒の髪、金色の瞳、整った容姿を特徴とする。ネルガルはその用途に応じて作成の手間暇を変えているため、手足となる側近クラスは強大な魔力のみならず確かな感情をも有している。ただし、一般の戦闘用モルフや伝言役などはほとんど感情を有さず、言葉をろくに発することもない。
本作の敵一般兵はみなパラメータの幸運の値が0であるが、モルフの場合はさらに、イベントキャラも幸運が0である。

## 登場人物
本作の20年後の世界を舞台としている前作『ファイアーエムブレム 封印の剣』で初出の人物と、加齢を経るなどの変化が生じた本作の同一人物についてはファイアーエムブレム 封印の剣#登場人物も参照。
担当声優については後年にゲスト出演した他作品での配役（「大乱闘スマッシュブラザーズシリーズ」『ファイアーエムブレム ヒーローズ』『ファイアーエムブレム無双』『ファイアーエムブレム エンゲージ』）。2019年発売のドラマCD『ファイアーエムブレム 烈火の剣 エクストラCD ローランの継承者たち』における担当声優も前述の作品群と共通である。

### 主人公
エリウッド (Eliwod)
声 - 櫻井孝宏、矢口アサミ（幼少期）、ユーリ・ローエンタール（国外版）
クラスはロード→ロードナイト。属性は理。
シリーズ伝統の「王子様」タイプの主人公。公式年齢はエリウッド編開始時点で17歳。フェレ侯爵エルバートとその妻エレノアの一人息子。『封印の剣』にも主人公ロイの父として登場する。
正義感が強く何事に対しても礼儀正しく生真面目だが、時には大胆な行動力も持ち合わせる情熱家。剣の腕は確かで、無二の親友ヘクトルとの2月に1回の手合わせも戦績はほぼ互角。
失踪した父、エルバート捜索のためわずかな手勢を率いて旅立ち、その後過酷な運命に翻弄されることになる。数々の悲劇に見舞われるが、それを乗り越えていく強さがある。オズインからは王道を往く理想的な君主になる、と讃えられていた。
エルバートが殺害される原因の大元となったネルガルに対しても、憎しみではなく哀れみの感情を抱くほどに純粋で優しい性格で、ニニアンに恋心を抱かれている。騎士たちや村人たちにも信頼されており、海賊の長ファーガスにも気に入られるなど、多くの人が彼に好意を持って接している。
ペアエンド候補は3名おり、小説版ではニニアンと結ばれている。また、『封印の剣』によれば、妻が好きな「極寒の高地にしか咲かぬ白い花」を取りにいくためしばらく旅に出たという。
戦後は、エルバートの死後空席となっていたフェレ侯の座に就き、領主となる。
ヘクトル (Hector)
声 - 鳥海浩輔、大地葉（幼少期）、パトリック・セイズ（国外版）
クラスはロード→グレートロード。属性は雷。オスティア侯爵ウーゼルの実弟。主人公の1人。『封印の剣』にも登場。
幼い頃からの親友であるエリウッドを助けるため、周囲の反対を押し切って独断で出奔。黒い牙とその背後に潜むネルガル達との戦いに身を投じる。
名門貴族ながらもがさつで言葉が悪い乱暴者で、武器の型も闘技場で習得した我流。重鎧を着ていることもあって体がかなり頑丈で、空から降ってきたフロリーナとペガサスが直撃してもまったく無傷であった。
幼い頃は、日常茶飯事のように教師を脅して学問所を抜け出しては、闘技場に通っていた。算術の時間には大いびきで寝ていることも多かった。
内にはやさしく繊細な心が秘められており、ヘクトル編では特に、自らの出自や差別等に悩むリンを気遣う姿が多く描かれている。
両親は病で他界しており、唯一の肉親のウーゼルを表には出さないが敬愛している。
戦後は亡きウーゼルに代わってオスティア侯爵となる。
『ファイアーエムブレム エンゲージ』ではDLC第2弾で「熱き猛将の腕輪」に宿る「天雷の紋章士」として登場。
リン (Lin / Lyn)
声 - 大本眞基子、ラニ・ミネラ（スマブラ日本国外版）、ウェンディー・リー（ヒーローズ日本国外版）。
クラスはロード→ブレイドロード。属性は風。サカの血を引くキアラン公女。主人公の1人。
本名はリンディス。サカの民ロルカ族族長ハサルとキアラン公女マデリンの忘れ形見。容姿はマデリンに瓜二つらしく、名前は母親のマデリンから貰ったもので、家族でいるときだけリンディスとよんでいた。
勝気だがさっぱりとした性格で、多くの人から慕われやすい。また、弱い者に対しては優しく接する。
15歳（北米版・ヨーロッパ版では18歳）まで草原で育つが、物語の半年前に両親と部族の仲間を目の前で山賊に殺され、仇討ちを誓う。それゆえに山賊や海賊への憎悪が強く、自分たちを助けてくれたファーガス海賊団に対しても当初はあまりいい感情を抱いていなかった。また家族思いであり、唯一の肉親である祖父を慕う気持ちは非常に強い。性に会わない貴族生活を続けているのも、全て祖父の元を離れたくないためである。
リン編において、軍師見習いのマークが倒れているのを発見し手当てする。そのことがきっかけとなり、お互いに見習い同士として自分を磨くための旅に出ることになった。
旅の支度のために立ち寄ったブルガルの街でセインとケントに出会い、自身の出生のこと、命が狙われていることを知る。長い旅の末にラングレンを討ち、祖父と再会、正式にキアラン公女になった。
その1年後、キアランがダーレンとエフィデルの軍に狙われたことをきっかけにエリウッド達の旅に同行、キアランを取り戻しネルガルを倒す。
戦後は、祖父の死を見届けキアラン領をオスティアに託して草原に帰る。しかし、エリウッド、ヘクトル両者と恋人関係になることが可能なキャラクターであり、彼らと結婚した場合はそのままリキアに留まる。
小説版『封印の剣』ではラスと結婚しスーを産むが、サカがベルンに攻められた後は行方不明になる。
『スマブラ』シリーズでは『スマブラX』以降の作品でアシストフィギュアとして出演。『ファイアーエムブレム無双』では本作から唯一のプレイヤーキャラクターとして登場。『エンゲージ』では「草原の公女の指輪」に宿る「烈火の紋章士」として登場。
軍師 / マーク（Mark）
エレブ大陸を旅している見習いの軍師。名前、性別、誕生月、血液型、軍師自体のあり/なし、などを自由に設定できるプレイヤーキャラクター/アバター。マークとはデフォルト名。戦闘ユニットとしては参戦しない。
軍師ありにしている場合の劇中デモシーンでは「画面の手前にいる」体で扱われており、軍師が回答したことに各キャラが返答しているというような演出になっている（つまりゲームのプレイヤーの方に顔を向けてリンたちが話しかけている）。オープニングとエンディングデモ のドットや一枚絵から判別すると、茶髪で緑色のローブ姿をしている。
サカ・リキア・ベルンで1回ずつ、と3回も行き倒れており、その度に親切な人に保護されている。

### リキア地方
「八神将」の1人「勇者ローラン」が建国した、いくつもの領からなる緑豊かな同盟国。その同盟は一枚岩とは言えず、内乱の兆しを見せている。

#### フェレ侯爵家
エリウッド (Eliwod)
#主人公の1人。
エルバート
エリウッドの父親。名君として知られていたが、本編開始数ヶ月前に行方不明になる。ラウス候ダーレンの企てた反乱計画を知り、彼を説得しに向かうがエルバートが持つ強い「エーギル」（精神力、生命力を素にする生体エネルギー）に目を付けたエフィデルの策略により、「竜の門」へと連行される。
竜の門にて、ネルガルに操られたニニアンにエーギルを奪われ、瀕死の重傷を負いながらもネルガルに深手を負わせて一時的に彼の計画を食い止める。その後、息子エリウッドの腕の中で静かに息を引き取る。
エレノア
エリウッドの母。エルバートが17歳の時に婚約した。
豊作を祝う祭りでは必ず夫エルバートと共に一晩中ダンスを踊っている。
夫エルバートの訃報にも涙を流さず、エリウッドの前では悲しみを見せない精神の強さを持つ。息子への愛は人一倍強い。

##### フェレ騎士団
勇敢と名高く、ソシアルナイトやパラディンを中心に構築されている。
マーカス (Marcus)
クラスはパラディン。属性は氷。フェレ騎士団の将軍。『封印の剣』にも登場。
エルバートの代からフェレに仕えている古参の将軍。厳格な性格で、主からも部下たちからも信頼されている。
年若いエリウッドに対して全幅の信頼を置いており、彼からも、旅立ちにあたって当初はただ一人の同行者として選ばれる程の信頼を得ている。戦後は騎士団の団長として新兵の育成に力を注ぐ。『封印の剣』のロイに剣を教えた。
ロウエン (Lowen)
クラスはソシアルナイト→パラディン。属性は炎。マーカスの直属の部下。
まだ騎士の叙勲を受けていない従騎士だが、戦闘技術は優秀。幼い頃に山賊に襲われた村を救ってくれたハーケンに憧れて騎士団に入隊した。
常に巨大な非常食袋を携帯し、エリウッドの朝食は毎食彼が作っている。
マーカス直伝の「腹満たされずして心もまた満たされず」がモットー。祖父がエルバートの前の代のフェレ領主の専属料理人で、その影響を受けて料理を始めた。情熱的な性格。
本編終了後もフェレ騎士として精進に励み、やがてはマーカスに次ぐ実力者とうたわれる。
ハーケン (Haken)
声 - 喜屋武和輝
クラスは勇者。属性は炎。エルバート直属の騎士。かつて忠誠を誓った侯爵に裏切られ、使い捨ての駒にされた過去を持つ。
ある章にてカレルとの二択で登場。ハーケンが登場した場合は最初敵として現れる（条件は2パターンあるがゲーム中で条件は明記されていない）。
エルバートがネルガルに拉致された際、直属の騎士団の中でただ1人生き残った。主を守れなかったことに責任を感じ、主君の仇を討とうと「黒い牙」に潜入、ソーニャが黒い牙の黒幕と気付く。その後自らの命を捨て1人でも多くの仇を討とうとするが、かつての仲間達に諭され、エリウッドの下へと戻る。イサドラとは婚約者の間柄。
本編終了後はフェレに戻り、マーカスらと共に壊滅した騎士団の建て直しに力を注ぐ。
前作『封印の剣』のバアトルのカレルの支援会話の関係上、彼が現れた事が物語上の正史となっている。
イサドラと婚約関係にあるにもかかわらず、ヴァイダとのペアエンディングがある。
イサドラ (Isadora)
声 - 長谷川育美
クラスはパラディン。属性は闇。エレノアの護衛を務める女性聖騎士。地方貴族出身。
マーカスの厳しい訓練に耐え抜き、女性では数少ない聖騎士に達した。道行けば誰もが振り返るほどの美人。消息を絶ったハーケンの身を案じている。エレノアにエルバートの死が伝わったとき、エレノアからの伝言を携えて港町バドンでエリウッドと合流する。
後述のプリシラ同様、ハーケンと結婚を誓った仲であるにもかかわらず、支援対象7人全員が男性でペアED対象も3人。自信と気品に満ちた大人の女性だが、ハーケンに対しては生の恋愛感情を露骨に吐露し、レナートに対しては騎士とエリミーヌ教信者の葛藤に揺れる、心の奥底にある不安を覗かせ、ラガルトに対しては張り詰めた緊張を不意に解かれていた。
戦後の身の振りようは、支援次第ではそのまま結婚したり、司祭に転職したりするなど、様々である。

#### オスティア侯爵家
リキア同盟最大の領で他国との貿易も盛ん。ローランはオスティアの初代侯爵だった。型破りな君主、ウーゼルがリキア同盟の盟主として他家を率いている。
ウーゼル (Uther)
声 - 辻井健吾
クラスはジェネラル（グラフィックのみ）。オスティア侯爵兼リキア盟主。
ヘクトルの実兄であり、唯一の肉親。ヘクトルを超える武勇を誇るといわれ、優れた手腕で名高い名君。密偵を従えた隠密行動を得意とする。
リキアの貴族性を強く批判しており、そのため敵も多い。
考えるより手が先に出るタイプのヘクトルには手を焼いており、会うたびに皮肉を浴びせるが、心の中では弟を大切に思っている。
病を患っているが、ヘクトルに対する気遣いからそのことは伏せている。ヘクトルの遠征中に息を引き取り、後のことをオズインに託していた。彼らの親もまたこの病気により亡くなったらしい。
ヘクトル (Hector)
#主人公の1人。

##### オスティア重騎士団・家臣
アーマーナイト、ジェネラルを中心に編成され、実力があれば家系は問わないという風習がある。実力は高く、彼らの守るオスティア城も難攻不落を誇る。
オズイン (Osin)
声 - 藤沼建人
クラスはアーマーナイト→ジェネラル。属性は理。オスティア侯爵家に仕える重騎士。平民出身。
侯爵ウーゼルの信頼厚い部下で、ヘクトルのお目付け役を命じられる。融通の利かない頑固者で、30代前半という実年齢より老けて見られる（セーラの14歳年上なので、30歳とも）。
当初はヘクトルの奔放さに頭を痛めていたが、ネルガルと戦う旅の途中でその器を再評価し、騎士の誓いを立てヘクトルに忠誠を誓う。戦後は、オスティア侯爵となったヘクトルの側近として仕えた。
小説版『封印の剣』では、アラフェンでの戦闘でヘクトルを守り戦死する。
マシュー (Matthew)
声 - 保志総一朗
クラスは盗賊→アサシン。属性は風。食わせ者の密偵。年は20代。
普段はただのお調子者を装っているが、その内側にはクールで計算高い、ともすれば冷酷とさえ言える面を隠している。
普段は主君ヘクトル同様ざっくばらんで、平気で主君に荷物持ちをさせたりもするが、自由奔放なヘクトルを気に入っており彼なりに忠誠心は高い。
かつて諦めた夢は今でも心に残っており、悩むことなく自身の夢を追い求めるギィには色々とちょっかいをかけている。セーラには振り回されており度々手を焼くが、ヘクトルの命令でやむなく護衛している。
恋人のレイラの命を奪ったとして、【黒い牙】の面々、とりわけ張本人のジャファルに対しては強い敵意を露わにする。
セーラ (Serra)
声 - 小澤亜李
クラスはシスター→司祭。属性は雷。オスティア家付きのシスター。公式設定では16歳。
エリミーヌ教の聖職者。シスターとは思えぬほど、無邪気でわがままかつ自己中心的な毒舌家。その強烈な性格で周りの者を振り回しており、ヘクトルですら彼女には手を焼いている。ただし、支援会話によっては不器用ながらも優しい一面を見せることもある。
リン編ではエルクを護衛につけているが、彼女に召使いのようにこき使われた経験は、彼にとって「思い出したくない記憶」となっている。
孤児院出身で、辛い子供時代を過ごした。「自分はエトルリアの伯爵家の娘で、いつか本当の両親が迎えに来てくれる」と信じているのもその時の経験に由来している。
レイラ (Laila)
声 - 日笠陽子
クラスは盗賊。オスティア密偵の中で一二を争う実力者。
ウーゼルの命で【黒い牙】に潜入し組織の中枢に近づくも、ネルガルの計画を調査中に発見され、ジャファルに殺害される。
同僚のマシューとは恋仲であり、黒い牙への調査が終わった後には彼の故郷へ行く約束を交わしていた。

#### キアラン侯爵家
リン編のストーリーにおいて、ラングレンの陰謀により一度は混乱するが、リン達の活躍で落ち着きを取り戻す。エリウッド・ヘクトル編ではラウス軍により一時は占領される。
ハウゼン
キアラン侯爵で、リンの祖父。
基本的に温厚な性格だが、マデリンとハサルが駆け落ちをした際には激怒し、ハサルを討っても構わないと命じ、2人を見逃したワレスを半年に渡って幽閉したこともある。
リン編で弟のラングレンに毒を盛られ殺されかけるも、意識の遠のいていく中でリンと再会、彼女の看護で歩けなかった身体が庭を散歩できるまでに回復した。
後にラウス軍に城を占拠され人質となる。劣勢と見て慌てるダーレンにこれ以上罪を重ねぬように降伏を提案、エフィデルにより深手を負わされるが、黒い牙に潜入していたレイラにより事なきを得る。
本編終了後、リンに看取られて息を引き取る。
ラングレン
クラスはジェネラル。キアラン侯爵ハウゼンの弟で、リンの大叔父。リン編における黒幕。
兄の死後自分が侯爵の座に就くつもりでいたが、リンの存在に危機感を覚えた彼は兄ハウゼンの暗殺を決行。同時にリンにも刺客を送り、暗殺を謀る。
権力欲が強く、領民からは嫌われていた様子。
リンは公女を騙る偽者だとキアラン領内で吹聴し、リンとハウゼンをあと一歩のところまで追い詰めるが、エリウッドの協力により期待していた外部諸侯の助力を得られず、最後はリンに討ち取られる。
マデリン
キアラン侯爵ハウゼンの娘。
リン編開始時点の16年前、キアラン家に仕えていたサカの民ハサルと駆け落ちし、サカの草原でリンを産んだ。リン編の半年前、ロルカ族がタラビル山賊団の襲撃を受けた際に殺された。
ハサル
マデリンの夫。元々はサカの遊牧民、ロルカ族の族長。
ワレスの「宿命の好敵手」らしい。彼の「兵士強化マニュアル」に平気で付き合える。弓の達人で、剣の腕前も相当なものだったらしい。
半年前に部族が山賊団の襲撃を受けた際、毒によってまともに歩くこともできない状態ながら、リンを馬に乗せて逃がすが、彼は多くの同族や妻と共に命を落とした。
リン (Lin / Lyn)
#主人公の1人。

##### キアラン軍
ワレス (Wallece)
クラスはアーマーナイト→ジェネラル。属性は雷。キアラン騎士隊の古参者。
リン編の時点で既に引退して畑を耕していたが、ラングレンより偽公女討伐の命を受け、リン一行の前に現れる。目で人を判断する傾向があり、リンの瞳を見たことで彼女を悪人ではないと確信し仲間に加わる。
リン編終了後、血が再びたぎってしまったため、戦いの勘を取り戻すためにまた旅に出る。
極度の方向音痴で、ベルンを出てキアランに帰ろうとした際には75回も同じ場所を回っていた。また、戦後もキアランに帰還するつもりが道を大きく間違えてなぜかイリアに辿り着き、そのまま隠居することになった。
エリウッド(ヘクトル)編ではルート分岐で彼がいるルートに行くと、ある目的でベルンに赴き目的を果たした後、方向音痴のせいで彷徨っている所に主人公達の戦いに遭遇し、合流する。
豪快な性格とは裏腹に物事を深く考えており、ハサルとマデリンが駆け落ちした際には、強引に連れ戻した場合マデリンが自害をし得る、このまま放置したほうが幸せになるだろう、などの考えからあえて主君の命に背き彼らを見逃した。
新兵の訓練が趣味で、自作の「兵士強化マニュアル」を用意している。そのマニュアル内に書かれている訓練を10日も続ければ「誰もが振り返るような素晴らしい筋肉美になる」と語っているが、「全速力で領地を一周する」など、およそまともではないものも含まれているため、部下からは恐れられている。
新兵時代のセインとケントを鍛え上げたのも彼であり、新しくキアラン騎士隊に入隊したウィルを鍛えようとすることもある。
セイン (Sain)
声 - 近藤隆
クラスはソシアルナイト→パラディン。属性は風。キアラン侯爵家に仕える若き騎士。「赤緑騎士」の緑。
リンをキアランへ迎えるため、ケントと共にサカを訪れる。
明るくお調子者であり、また戦いの最中に味方の女性達にいいところを見せようとしたり、女性に夢中のあまり剣を買い忘れたりするほどの無類の女好きでもある。目に入る女性全てに声をかけるナンパ癖があり、リンのこともそのおかげで発見することができた。本人曰く、それは「自分の宿命」とのこと。また、女性相手に対し自分の不利になるようなことでもウソはつかない。
主に夜這いをかけようとするなど、生真面目なケントとは正反対の性格で一見騎士らしくない男であるが、内に秘めた騎士としての誇りや、主君であるリンに対する忠誠心は並々ならぬものがある。また、人妻のルイーズには一歩引き、相棒のケントが密かにリンに好意を寄せていることを知ると応援する。
相棒のケントには苦労をかけることも多いが非常に仲が良く、二人の信頼関係は絶対的。
リン編終了後、リンの帰還を助けた功績により、キアラン騎士隊副隊長に任命された。
ケント (Kent)
声 - 野島裕史
クラスはソシアルナイト→パラディン。属性は理。キアラン侯爵家に仕える若き騎士。「赤緑騎士」の赤。
リンをキアランへ迎えるため、セインと共にサカを訪れる。
生真面目で忠義に厚く、お調子者のセインとはまさに正反対の性格。有能であるため周囲から頼りにされているが、真面目すぎて融通が利かない一面もある。リンへの忠誠心は絶大で、彼女を褒め始めると止まらないほど。
相棒のセインの言動に頭を痛めることもあるが非常に仲が良く、二人の信頼関係は絶対的。
リン編終了後、リンの帰還を助けた功績により、キアラン騎士隊隊長に任命された。
エリウッドの軍が規律を欠いていることを苦く思っており、同じように真面目なフィオーラと「男女がみだりに近付く事を禁じる規律」を出そうとしたことすらある。
密かに主君であるリンに恋心を抱いているが、セインとの支援会話ではそのことを彼にあっさり見抜かれてしまう。
イーグラー
クラスはパラディン。ラングレン配下の将軍。
セインとケントが初めて所属した部隊の隊長で、彼らの恩師。
生真面目で優しく心ある性格で、領民からの評判も高かった。
リンの帰還を喜んでいたが、ラングレンに家族や部下を人質に取られ、やむなく死を覚悟でリン達と敵対する。死に際にハウゼンの身を案じる言葉を残す。
レーゼマン
キアラン侯爵家の執事。
ハウゼンに仕える執事。ケント達からの報告でラングレンの企みに気付いたが、逆に捕らえられた。ラングレンが討ち取られた後は解放され、ハウゼンとリンに仕える。
リンには公女としてのたしなみを身に付けて欲しいと願っている。
ブール、ヨーギ
共にラングレンの腹心の重騎士。リンディス抹殺のため派遣される。ブールはアラフェン城を占領し、ヨーギはアラフェンからキアラン領境でシューターを使ってリンたちを襲った。

#### 旧コンウォル家
数年前に横領罪で取り潰しとなった侯爵家。オスティア家の陰謀により潰されたという噂も流された。コンウォル家伯爵、夫人は横領発覚後自害している。後の調査により、友人の借金を肩代わりしたことから財政難に陥ったことが原因と判明する。
プリシラ (Priscilla)
声 - 橋本ちなみ
クラスはトルバドール→ヴァルキュリア。属性は風。伯爵家の令嬢。
6歳の時、エトルリア王国のカレルオン伯爵家に養女に出された。物腰は優雅だが、嫉妬深い。普段はおとなしい性格だが、一度思いつめると絶対に意見を曲げないらしい。ラウス領に滞在中、ダーレンに召し出されかけていたところをエリウッドらに救われ、恩返しのために同行する。兄のレイヴァンにはブラコン気味で、恋愛感情にも近い想いを抱いている。
小説版においては、ネルガルとの戦いの後に支援相手の1人であるギィと駆け落ちした。
レイヴァン (Leyvan)
声 - 梅原裕一郎
クラスは傭兵→勇者。属性は氷。キアランに雇われた影のある剣士。
レイヴァンという名は偽名で、本名はレイモンド。プリシラの兄。
取り潰されたコンウォル侯爵家の嫡男で、公式年齢は19歳。
コンウォル家取り潰しをオスティアの陰謀と考え、傭兵に身をやつしてオスティアへの復讐の機会を狙っている。キアランを解放する軍勢の中にヘクトルがいると知り、その暗殺のため、敵の懐に忍び込むのが目的で旅の一行に加わった。かつては心優しい少年であったが、復讐を心に誓ってからは他人を遠ざけるようになった。ウィルやバアトルに懐かれて迷惑しているが、それでも付き合っている。
エリウッド達との旅を通して見聞を広めたことにより、オスティア家への憎悪は誤解であったと気付く。
ルセア (Ruthea)
声 - 行成とあ
クラスは修道士→司祭。属性は光。エリミーヌ教の見習い修道士。
光魔法を行使する血に塗れた聖職者。コンウォル家が取り潰される前から10年余りに渡ってレイモンドに仕えている。
レイヴァンより年上な青年だが、美しい容貌と丁寧な口調のため、一部のキャラからは女性と間違えられる。とても優しく清らかな心の持ち主で、物腰は柔らか。
エトルリア王国出身で、幼少の頃、傭兵だった父を賊（レナート）に殺され、母はその心労から衰弱死。孤児院に預けられたが、そこでは虐待を受けた。それらの経験から心に深い傷を負っており、時折発作が出る。しかし、その慈愛の心は復讐者レイモンドの殺意を洗い流し、殺人狂カレルに心の安らぎを与えた。

#### ラウス侯爵家
リキア同盟への反乱を準備していた最中に領内を訪れたエリウッドらを亡き者にしようとするが、反撃を受け城を放棄。起死回生を図って隣のキアラン城を占拠するが、エリウッドらの追撃を受け壊滅。その後はエリウッド達の寛大な処置により取り潰しにはならなかったが、『封印の剣』で再びリキア諸侯を裏切る。
ダーレン
クラスはジェネラル。ラウス侯爵。
強欲な野心家で、かねてからリキアの盟主が自家でないことを快く思っておらず、そのことに付け込んだ黒い牙からの使者エフィデルにそそのかされ反乱を企てる。
領民の暮らしを顧みるどころか領内から美しい娘を城にさらってくるほどの好色家。領民からは「好色なだけのじーさん」と酷評されるなど、全く領民の信頼を得られていない。ラウスでは息子を見捨て、キアランでは配下すべてを見捨てたうえに止めようとしたハウゼンを逆恨みし、敗戦を重ねながらも「リキア王」の野望にしがみつこうとするが、最期は自分がエフィデルに見捨てられ、討ち取られた。
竜の門での戦いで死亡するが、終章でネルガルの手によってモルフとして復活する。
小説版によるとジェネラルの階級を実力で勝ち取らず、金で買い取ったとされている。
エリック
クラスはソシアルナイト。ダーレンの息子でラウス家公子。『封印の剣』では父の跡を継いでラウス侯爵となっている。
幼少の頃からいつも注目されていたエリウッドとヘクトルに嫉妬（逆恨み）している。長いものに巻かれるタイプで、初めてヘクトルに会ったときは盟主の息子である彼に取り入ろうとしたが、戦士の誓いの儀式（自分の掌を切りつけ、互いの傷口を重ね合わせる）を持ちかけられ、それに臆して逃げ出した。
策士を気取るが、父同様、領民からは「ボンクラ」と蔑視されている。

##### ラウス軍
騎馬隊が主力。エリックは自慢の精鋭部隊と言っており、所属する将兵もそれに見合う実力の者もいるが、ダーレン・エリックの領内での不行状が災いし、ヘクトルからは「ボンクラども」と言われている。
ベルナルド
クラスはジェネラル。ラウス軍軍団長。
ラウス城陥落後、キアラン城を占領する。ダーレンの行動には疑問を持っている。撃破された際は、自らの過ちを認めるかのような言葉を発する。
バウカー
クラスはアーマーナイト。ラウス軍近衛隊長。
主君の命を絶対とする忠義の将。確かな実力を持つとラウスで評判の将軍。キアラン侵攻時には後詰のエリウッドらを撃退すべく城外を死守した。

#### その他のリキア出身者
マリナス (Merlinus)
クラスは輸送隊（クラスチェンジ可能だが、クラス名称は同じ）。属性は闇。『封印の剣』にも登場する。
リキア各地を渡り歩く商人であったが、名門貴族に仕える夢があり、盗賊団に襲われたのをエリウッドたちに助けられた後、身分を聞いてすぐに仲間に加わった。
典型的な小心者で少女のニノには上から当たるが彼なりにいろいろと教えたり、面倒見の良さを出している。また気の短いヴァイダには機嫌を損ねないように必死に媚びている。
後にオスティアで商売を始めるが失敗し、その後はフェレで財務を任されるようになる。
ウィル (Will)
声 - 福島潤
クラスはアーチャー→スナイパー。属性は風。旅の弓使い。世話になった村が山賊に襲われたため、リン達に加勢する。
フェレ領の出身。17歳。明るく人好きのする青年で、支援会話では天然ぶりを披露する。
12歳の時、一旗挙げて家族を楽にするべく親友ダンと共に旅に出たが、わずか1か月で別れてしまい、一人になってベルンにまで行っても目的を果たすことができなかった。以来5年間、故郷には何もできなかったということを知られるのを恐れて、連絡をとっていない。
成り行きで旅をしており、セインのいいかげんな思いつきと金を盗まれて困っていたことからリンの旅に同行、その縁でそのままキアラン騎士隊に迎え入れられた。他人と打ち解けるのが得意で、ラスですら彼には心を開いた。
レベッカと支援Aになった場合は彼女と結ばれ、キアラン騎士隊を除隊しフェレに仕官するようになる。
レベッカ (Rebacca)
声 - 橋本ちなみ
クラスはアーチャー→スナイパー。属性は炎。フェレ領の村の村長の娘。
ウィルの幼馴染。数え年で15歳。明るく世話好きで、やや夢見がちな純情少女。
村が山賊に襲われているところをエリウッドらに救われ、その恩返しのため、また行方不明の兄ダンを捜すために、一行に加わる。好きな男性がいるが、自分に自信が持てないため、告白できずにいる。
後にエリウッド夫妻に仕え、エリウッドの嫡男ロイの乳母となった。『封印の剣』に登場するウォルトの母。
ファーガス
声 - 三宅健太
クラスは狂戦士。ファーガス海賊団の統領で、豪快な性格。
歴戦の猛者。キアラン領の港町バドンを拠点とし、リキア南方の海を縄張りとする。
「魔の島」に渡ろうとするエリウッドらの無謀な姿に、かつて夢に挑戦し続けた若き日の自分を重ね合わせ、その後押しをするべく協力者となった。
ダーツ (Darts)
クラスは海賊→狂戦士。属性は炎。ファーガス海賊団の特攻隊長。
ぶっきら棒で乱暴だが、根は善良な人物。
5年前、バドンの町に血まみれで倒れているところをファーガスに救われた。その怪我のため、それ以前の記憶は失っている。
伝説の海賊王ハンガックの遺した秘宝を見つけ出すのが夢。ただし、その金銭自体に興味はなく、その宝を改めて隠し直して「大海賊ダーツの遺した秘宝」として数多の冒険者達に捜させたい、というのが目的。
戦後は再びファーガス海賊団に戻るが、海戦で深手を負って海に転落し、消息不明となる。
ハンナ
クラスはシャーマン（グラフィックのみ）。
占い師の老婆。ラウス領でエリウッドらと遭遇し、彼らが抱える運命に興味を抱き、一行に加わる。
戦闘準備画面において、戦闘のヒントや説得可能な敵ユニットの有無などを格安で教えてくれる。体力の限界を理由にナバタ砂漠で別れる（それ以降はニルスが無料で同様の助言を務める）こととなる。
ハードモードでは登場しない。
ヘルマン
フェレとラウスの間にあるサンタルス領の侯爵。エルバートの古くからの友人で、子がいなかったこともありエリウッドを息子のように可愛がっていた。
心優しいが気が弱く周りに流されやすい性格で、ラウス侯ダーレンの反乱に心ならずも協力しようとしていた。エフィデルがエリウッドを始末させようとしたことに激怒して手を切ろうとするが、それにより利用価値がなくなったと判断したエフィデルによって致命傷を負わされる。
サンタルス城へ到着したエリウッドに、エルバートの失踪やダーレンの企みについて言い残し、死亡。

### ベルン王国
八神将のリーダー的存在の英雄ハルトムートが倒した竜の大地に建国した、大陸一の軍事国家。「飛竜」という違った進化を遂げた竜が生息しており、それに騎乗して戦う「竜騎士」がいる唯一の国。

#### ベルン王家
デズモンド
ベルン王国国王。ゼフィール、ギネヴィアの父親。
武芸も文学もいたって凡庸。権力にしがみつく性格で、民からの信望も薄い。気に入らない家臣を見せしめに処刑し、軍の上層部を国王の機嫌取りがうまい者ばかりで腐敗した状態にしていた。ある女性と恋仲であったが、ヘレーネとの政略結婚を余儀なくされる。
ヘレーネとの間に息子ゼフィールをもうけるが、結局恋仲であった女性を側室に迎えた（この女性がギネヴィアの母である）。この経緯と才能ある息子への嫉妬から、息子とヘレーネを離宮へ遠ざける。
才覚を発揮する息子に対しての嫉妬は増し続け、ついにはゼフィール暗殺計画を「黒い牙」と共謀し遂行。しかし、エリウッド達の妨害に遭い失敗。その後も自分の考えを改めることはなく、単独でゼフィールの暗殺を画策するが、死を装ったゼフィールの手にかかり逆に殺されることが、『封印の剣』で語られる。
ヘレーネ
ベルン王国王妃。デズモンドの正室であり、ゼフィールの母親。エトルリアから嫁ぐ。
結婚前はリグレ公妃ルイーズと親しかったらしく、「良き妻、良き母」になりたいと口にしていたが、夫との関係は冷え、結婚前の気性のよさは消え去り、権力にしがみつくようになった。そのため、エリウッドから「自分の息子すら権力の道具としか見ていないのではないか」と激しく詰られることになる（「黒い牙」を利用したデズモンドによる息子の暗殺事件については、マードックから報告を受けるまで正確に把握していなかったが、その理由は最後まで明言されていない）。
ゼフィールの王位継承儀式に必要とされる国宝、ファイアーエムブレムが盗まれてしまったことに心を痛め、エリウッド達にファイアーエムブレムの捜索を依頼する。
ゼフィールの暗殺をエリウッド達が阻止した後、ゼフィールの言葉により「良き妻、良き母」となり、家族がまたひとつになればと願う。
ゼフィール (Zefhyr)
声 - 遠藤淳
クラスはベルン王国王子。『封印の剣』ではベルン国王として登場する。
本作の時点では神童と呼ばれるほど才気溢れ、思いやりがあり周囲の信望も厚く統治者としての素質を備えていた。しかし、それゆえに父親である現国王デズモンドの嫉妬を買い、母も権力に固執するようになったため、肩身の狭い少年時代を送った。家族が仲良く王宮で過ごせるようにという願いがあった。
父に疎まれる原因を「自分が父の期待に添えていないため」と考え、父に認められるべく常に努力を重ねるが、実際は「自分とは比べ物にならないほど才覚に優れる息子を僻んでいたため」、結果的にさらなる嫉妬を買うこととなった。
父親と共謀する「黒い牙」に命を狙われるも、エリウッド達の手によってその野望が阻止されて事なきを得、無事に成人の儀式を終えることになる。
本編後、十数年後の未来で「竜」を自称する男と出会い、謎の笑みを浮かべる。
ファイアーエムブレム 封印の剣の登場人物#ベルン王家も参照。
ギネヴィア (Guinevere)
ベルン国王・デズモンドの娘で、ゼフィールの異母妹。『封印の剣』にも登場。
まだ幼く純粋な少女。
父から可愛がられるが、父よりも兄であるゼフィールによく懐いている。それもまた、ゼフィールが父デズモンドの嫉妬を買う要因になっている。
ファイアーエムブレム 封印の剣の登場人物#ベルン王家も参照。

#### ベルン王国軍
マードック (Mardoc)
クラスはジェネラル。ベルン三竜将の1人。『封印の剣』にも登場。20年後と比べてもほとんど容姿が変化していない。
末席とはいえ、ベルン三竜将に名を連ねる実力者。ゼフィールの護衛や養育を勤めており、信頼は厚い。現国王デズモンドより王子であるゼフィールに対する忠誠が強いため、そのことをデズモンドに叱られる場面もある。
ヴァイダ (Vaida)
声 - 森なな子
クラスはドラゴンマスター。属性は炎。黒い牙に身を寄せる他者に媚びない姉御肌の女性竜騎士。かなり気が短く、マイペースを崩さないカナスやカアラに一方的に衝突している。
元はベルン軍の指揮官。好戦的な自信家であり、「竜牙将軍」の異名を持つ。三竜将をも凌ぐ実力を持つと言われているが、国王に批判的な上、御しがたい気性の荒さからか、下士官の立場に甘んじていた。腐敗したベルン軍による手柄目当てでの民衆虐殺事件を阻止しようとしたため逆に濡れ衣を着せられ、部下共々故国を追われることとなる。顔の傷は部下を逃がすため囮になったときに受けたものである。
ネルガルの魔力による守護を受けてエリウッド達の前に立ちはだかるが、任務に失敗した後はソーニャによって黒い牙から追い出され、後にゼフィールを救った恩返しに仲間に加わる。
現国王デズモンドの体制には見切りをつけているが、王子であるゼフィールには王たる素質を見出し、絶対の忠誠を誓っている。
「シューターに単騎突撃して矢が肩を貫通しても平然と」戦いを続けられるほどのすさまじい人物。戦闘狂で残忍な性格ではあるが、民衆虐殺をする腐敗した同僚達の行いを阻止しようとするなど、筋は通す。また忠誠心も高く、部下に対する面倒見もいいため、信頼は厚い。
シリーズ恒例の「赤い鎧の女竜騎士」。騎竜の名前は「アンブリエル」。
戦後はベルン軍残党と戦い戦死したとされているが、消息は不明。
ヒース (Heath)
声 - 関智一
クラスはドラゴンナイト→ドラゴンマスター。属性は雷。ユバンズ傭兵団に身を置く竜騎士。
騎士としての誇りを持ち、正義感が強く、卑怯な行為を忌み嫌い、仲間に対する思いやりもあふれる男。しかしそれゆえに、金で成り立つ傭兵団では浮いた存在だった。
トリア・オスティア間の砦での戦いで、己の騎士としての誇りを守るため傭兵団を離脱し、エリウッド達の仲間に加わる。
元はベルンの逃亡兵で、ヴァイダの部隊に所属していた。逃亡した際に上官ヴァイダと彼以外の仲間は皆戦死している。
飛竜の名前は「ハイペリオン」。
アイザック、ラキアス、ベルミナード
ベルン竜騎士団ヴァイダ隊の構成員。ヒースの同僚。ヒースとヴァイダの支援会話に名前のみ言及される。虐殺事件の後、ベルンから脱出する際に死亡。

#### その他のベルン王国出身者
ドルカス (Dorcas)
声 - 北村謙次
クラスは戦士→ウォーリア。属性は炎。ベルン出身の木こり。
足に病を抱える妻ナタリーの薬代のために山賊に身をやつしていた。しかし、ナタリーの家を襲撃したためにリンの説得を受けて足を洗い、恩返しのためそのまま旅に加わる。リンをキアランに送り届けた後は傭兵に転職。エリウッドの護衛としてロウエンに2000Gで雇われる。
愛妻家で物静かな性格。バアトルには度々冷静なツッコミを入れている。
ヤアン (Jahn)
クラスはマムクート。『封印の剣』にも登場する。
詳細はマムクート#エレブ大陸のマムクートを参照。

### エトルリア王国
「八神将」の1人「聖女エリミーヌ」生誕の地であり、エリミーヌ教の本拠地。西の芸術の国として有名。ベルンと並ぶ大国。
パント (Pant)
声 - 子安武人
クラスは賢者。知識の探求に貪欲な魔道士。常にマイペースを崩さない。
エトルリア王国屈指の大貴族リグレ公爵家の当主にして、王国軍の最高指揮官の1人、魔道軍将でもある。天才的な魔道の使い手であり、精霊の声を聞くこともできるという。国を空けて魔道の研究にのめりこむが、不穏な動きを見せるベルンや黒い牙の調査を怠ることはない。身分や素性にこだわることがない優男。しかし、魔道や知識絡みのこととなると、師であるアトスと同じく人が変わる。ナバタ砂漠でならずもの達に襲われているところをエリウッド達に助けられたのが縁で同行することになる。
ユニットとしての能力はかなり高く、同盟軍(NPC)としての登場章では片っぱしから雑魚のならずものを蹴散らしていき、プレイヤーの意図しないタイミングで敵将を撃破して戦闘を終了させてしまうことすらある。
本編終了後、師であるアトスの研究を継ぐため、若くして魔道軍将の地位を返上する。
後に、クレインとクラリーネの2児の父となる。『封印の剣』でも2人が関わる支援会話で、名前だけ登場している。
ルイーズ (Luise)
声 - 竹内順子
クラスはスナイパー。リグレ公パントの妻。
「歌やダンスよりも弓が得意」な貴婦人。天然系のおっとりした性格で、その女神とも比喩される美貌は多くの男性を惹きつけるが、彼女の目が夫以外に向くことはない。夫パントとは所構わず2人の世界に入り込む。母性が強く、レベッカやギィの相談役をこなすほか、夫の弟子エルク、友人の娘イグレーヌ、後に夫が家に迎えた奴隷剣闘士ディークらを実の家族のように可愛がった。
ルイーズとパントの出会いは、ルイーズが14歳の頃のパントの許嫁を決める式典。20人の候補者のうち何一つ一番になれるものがなかった中で素直に自分の気持ちを発言し、それがパントの心を動かしたことから許婚に選ばれた。
終章でパントに子供（クレイン）を身籠っていることを告白する。
エルク (Erk)
声 - 小林裕介
クラスは魔道士→賢者。エトルリアの少年魔道士。
15歳。孤児だったが3年前にパントに拾われ、弟子となる。勤勉で礼儀正しい少年。女の子と接するのが苦手。リグレ夫妻からは家族同然の扱いを受けているが、彼自身は1歩引いた姿勢を維持しようとしている。パントの厚意に応えようとするあまり、無理をしてしまうこともしばしば。修行の一環として護衛業を営んでおり、リン編での登場時にはセーラ、エリウッド編での登場時にはプリシラを護衛している。基本的には文句を言わず目的のためなら努力を惜しまないが、セーラの護衛をしていたときはあまりの身勝手さに不満が次々に出ていた。
作中で語られる後日談は「魔道軍将への推薦を辞退して魔道の研究に没頭した」「王宮付きの魔道指南の役に就いた」「行方不明となった」などさまざまな展開がある。
キャラクターブックでは「パントの後を継いで魔道軍将になり「封印の剣」に登場するセシリアの師となった」と語られる。

### イリア地方
エレブ大陸北部に位置する極寒の地。「八神将」の1人、「騎士の中の騎士バリガン」の故郷でもある。

#### 天馬騎士団
フィオーラ (Fiora)
声 - 井上麻里奈
クラスはペガサスナイト→ファルコンナイト。イリアの天馬騎士団第五部隊長。
ファリナ、フロリーナの姉。リグレ公パントの依頼を受け、不穏な動きをみせる「魔の島」の黒い牙を調査していた。しかし黒い牙に部隊を壊滅させられ、その復讐に玉砕覚悟で赴いた矢先に妹のフロリーナと再会し、彼女の所属している軍に合流する。
妹想いで心配性、生真面目な堅物。フロリーナに対しては過保護気味。任務に忠実だが、見習いだったファリナの命を救うために自身の任務を放棄したことがあり、その時の雇い主であるベルン貴族から多額の違約金を請求されている。二人の妹曰くケントとは非常に似ており、とても気が合う。シリーズお馴染み天馬騎士3姉妹の長女。エリウッドのペアエンド候補の1人。
ファリナ (Farina)
声 - 井澤詩織
クラスはペガサスナイト→ファルコンナイト。イリア天馬騎士団第三部隊所属。
フィオーラの妹で、フロリーナの姉。自称「すご腕」の傭兵。陽気で思い込みが強く、自信過剰気味の性格。金に対する執着は強く、守銭奴じみた行動や詐欺を働くこともある。一行に加わる際も、自らの実力に応じた雇い金（4000ゴールド）の5倍もの額をヘクトルにふっかけていた。金儲けのコツは、依頼人を金持ちか見極め、さらにふっかけて売りつけることと考えている。しかし、それらは全て姉フィオーラが自分を助けるために作ってしまった借金を返済するための行動に過ぎない。また、ふっかけて雇わせている以上は手を抜かないが、かつての経緯からか雇い主は一切信用していない。
シリーズお馴染み天馬騎士3姉妹の次女だが、ヘクトル編でしか登場しないうえ、高額の雇い金（しかも値切り不可）を請求される。ヘクトルのペアエンド候補の1人。
愛馬の名前は「マーフィ」。
フロリーナ (Flolina)
声 - 白城なお
クラスはペガサスナイト→ファルコンナイト。イリアの見習い天馬騎士。
フィオーラとファリナの妹。リンの親友。極度の男性恐怖症。口下手なので他人との会話が苦手。また、泣き虫かつ引っ込み思案かつ臆病な性格でもある。しかしリンを想う気持ちは強く、彼女のためならそれらからの恐怖心を克服することができる。似た者同士のニニアンとは相性が良い。
シリーズお馴染みのペガサス3姉妹の末妹。ヘクトルのペアエンド候補の1人（小説版ではヘクトルの妻）。
愛馬の名前は「ヒューイ」。

#### その他のイリア地方出身者
カナス (Canas)
声 - 森久保祥太郎
クラスはシャーマン→ドルイド。柔和な笑顔の駆け出し闇魔道士。学者でもある。
知識の探求のために「魔の島」に渡る手段を探している最中、目的地を同じくするエリウッド一行に出会い、以後行動を共にする。
『封印の剣』に登場するニイメの四男でヒュウの父親。ニイメの後継者には本来兄達の誰かがなるはずだったが、3人とも闇に飲まれてしまい廃人と化してしまったため、後を継いだ。
確定はしていないがニノの叔父である可能性がある。というのも、彼の妻の姉の名はアイリスといい、これはニノの母のそれと同じであるうえ、両名とも若くして既に命を落としているからである。
後継者として期待されていたが、本編から数年後、大吹雪の災害を食い止めようとして妻と共に命を落とす。
ニニアン (Ninian)
クラスは踊り子。謎多くも心優しき少女。彼女がエリウッドと結ばれるか否かで、本作の結末は大きく変化する。
詳細はマムクート#エレブ大陸のマムクートを参照。
ニルス (Nils)
クラスはバード。ニニアンの弟。姉思いの快活な少年。
詳細はマムクート#エレブ大陸のマムクートを参照。

### サカ地方
エレブ大陸中央に広がる草原地帯。「八神将」の1人、「神騎兵ハノン」が生まれた場所でもある。
ラス (Ruth)
声 - 津田健次郎
クラスは遊牧民→遊牧騎兵。クトラ族族長、ダヤンの息子。『封印の剣』のスーの父。
リン編ではリキアのアラフェン侯に雇われていたが、サカの血を蔑む雇い主の元を離れてリンに同行する。エリウッド編ではオスティアで傭兵をしており、偶然再会したリンに力を貸す。
自分をさらけ出すことは弱点を見せることだと考えており、滅多に口を開こうとはしないので非常に無口。しかし、同胞意識や仲間意識は強い。
幼い頃に呪い師の預言を受け、災いを止めるためにわずか4歳にも満たないうちに1人旅に出た。ネルガルの野望を食い止めたことにより使命を終え、15年ぶりにサカへ戻ることになる。
カレル (Karel)
声 - 間島淳司
クラスはソードマスター。剣士の一族で当代最強を誇る達人。『封印の剣』にも登場。
「剣魔」の異名で恐れられており、自らの力を高めるため強者がいると聞くたびに斬って捨てるという凶行を繰り返していた。また、名が世に広まったころには多くの弟子志願者が現れたが、すべて斬り捨てたらしい。
ある章にてハーケンとの二択で登場する。強い相手を求めて黒い牙に乗り込んだところでエリウッド達に出会い、彼らがいずれは自分と戦うに値するほど強くなるだろうと予感し加勢する。
一子相伝の剣を受け継ぐために父を含む一族全てを皆殺しにした過去を持ち、妹カアラが唯一の肉親。
別の大陸から渡ってきたという彼の一族はその容姿や剣の扱いに優れている点で「聖戦の系譜」のイザーク王家を髣髴とさせる。
カアラ (Karla)
声 - 諏訪彩花
クラスはソードマスター。見目麗しい女剣士。
兄、カレルを探してオスティアに訪れたときにバアトルと再会し、エリウッド一行が強敵を相手にしていると聞いたことから、共に行けばカレルに出会う機会もあるだろうと考え同行する。
兄の立ち寄りそうな場所として各地の闘技場を回っていたが、その際誰1人触れることすらできないほどの強さで連戦連勝だったため、「剣姫」という異名で噂されるようになった。
兄の情報にしか興味がなかったようで、各地を回っていた割には世事に疎い。本編終了後にバアトルとの間にフィルを儲けた後、病に倒れ帰らぬ人となる。
ギィ (Guy)
声 - 矢野奨吾
クラスは剣士→ソードマスター。あどけなさの残る少年剣士。
クトラ族出身で、剣の腕を磨く少年。仕事を選びすぎた結果飢え死にしかけ、マシューに（利用されて）命を救われる。その後金に困った末やむなく山賊に雇われていたところを、マシューに昔の恩とその時の自分の発言を利用されて渋々寝返る。
クトラ族には珍しく弓や馬術が不得手で、ダヤンに褒められたことのある剣の腕に生きる道を見出しており、「サカ一の剣士」を目指している。
ほかのサカの民に比べるとかなり饒舌だが、女性相手には年相応に口ごもってしまう場面も見られる。
カレルの剣技に憧れ、支援会話ではいずれカレルに匹敵するほどの剣士になることを約束して弟子入りし、1年後に生死をかけた決闘を行う約束をしている。その勝負の行方については明らかになっておらず、「『剣聖』と並び称された」という後日談のみが残されている。

### 西方三島
エレブ大陸の西に浮かぶ群島。地下資源が豊富で、エトルリアからの総督によって統治されている。「八神将」の1人、「狂戦士テュルバン」が最期を迎えた地であり、とある洞窟の奥には彼の遺した神将器が眠っている。
バアトル (Bartr)
声 - 利根健太朗
クラスは戦士→ウォーリア。最強を目指す熱血漢。『封印の剣』にも登場する。
本作では武者修行中の身であり、ロウエンに雇われてドルカスと共に序盤からエリウッド一行に加わる。
常に強敵を探し求めており、エリウッドから軍内での私闘を禁じられているにもかかわらず、仲間と腕試しをしようとすることがしばしば。
猪突猛進で義理人情に厚く、難しいことを考えると頭が痛くなってしまうという単純な性格。
かつて西方三島にて一撃で敗れ去ったカアラとは、オスティアで再会する。初めは一目ぼれだったのだが、一瞬で敗れ去った後は一方的に生涯を懸けて渡り合う強敵と認識し、女性であることすら忘れてしまう。しかし、何度となく手合わせを繰り返すうちに愛情が育まれていき、本編終了後には彼女と結ばれてフィルを授かる。
公式設定では西方の出身とされているが、『封印の剣』の公式設定ではサカ出身とされている。

### ミスル半島
エレブ大陸南西に位置する半島。大半は砂漠に覆われており、人が住んでいるのは限られた地域となる。中央部のナバタ砂漠の奥地の「理想郷」には「八神将」の1人、「大賢者アトス」が今なお隠れ住んでいる。砂漠の地下には謎の遺跡が眠っている。
ホークアイ (Hawkeye)
声 - 丹沢晃之
クラスは狂戦士。ナバタの守護者。
大賢者アトスの従者。人と竜がいつか平和に暮らせる日が来る、という主アトスの理想に共感しており、主命によりエリウッド一行に加わる。
金色の髪、褐色の肌の巨漢。寡黙で思慮深い性格だが、戦場での戦いぶりは「狂戦士」とよぶに相応しい。パント、ルイーズの友人。妻は既に他界。己の死期を予感しており、幼い娘には常にその覚悟をさせている。
イグレーヌは彼の娘で、妻の形見である首環（トルク）を娘に遺す様子が語られている。
ガイツ (Guitz)
クラスはウォーリア。あてもなく放浪するベルガー商会の御曹司。『封印の剣』に登場するギースの兄。
自らの進むべき道を見つけられずに、不自由のない生活を投げ捨てた青年。なんとなく黒い牙に紛れていたところ、旧知の仲であったダーツを見つけてついてくることになる。
元々は海運業を営む父を尊敬していたが、ある日ガレー船の漕ぎ手として酷使される奴隷達を見て自らの立場に疑問を抱き、家を出るに至った。ベルガー商会は弟のギースが継げばいいという考えである。いいかげんな性格だが、他者を思いやる心は強い。
ファ (Fa)
ナバタの里で、本人曰く「おするばん」している少女。砂漠の宝のヒントを教えてくれる。
『封印の剣』ではユニットとして参戦していたが、今作では会話シーンのみの登場。
ファイアーエムブレム 封印の剣の登場人物・マムクート#エレブ大陸のマムクートも参照。
ソフィーヤ (Sofiya)
魔の島の遺跡でアトスを捜している少女。
『封印の剣』ではユニットとして参戦していたが、今作では会話シーンのみの登場。20年後と全く容姿が変化していない。
ファイアーエムブレム 封印の剣の登場人物も参照。

### 出身地不明
レナート (Renato)
クラスは司祭。「魔の島」を放浪する聖職者。
心の平穏を求める男。ネルガルのモルフ研究についてはアトス以上に詳しく、また、モルフについて同情的。司祭とは思えないほど頑強な男。
ネルガルのモルフ開発の協力者。かつて死んだ親友を甦らせるべくその実験に協力、自らの体を実験台に差し出し、望まぬ永遠の若さを得た。
かつては、「不死身のレナート」と恐れられる精強の傭兵だった。その実力は今でも衰えておらず、頑強な戦士であるバアトルを拳一つで気絶させるほど。新兵時代のワレスには手ほどきを授けた。
十数年前、親友を甦らせるためという理由でルセアの父親を殺害した。

### 黒い牙
ベルンを根城とする暗殺集団。頭領以下、四牙と呼ばれた幹部四天王、一般幹部、実働部隊としての構成員から成り立つ。ベルンでは悪徳商人・貴族を暗殺する「義賊集団」として民衆から慕われているが、ベルン王家や貴族諸侯、ベルン以外の国々の民衆からは疫病神のように恐れられ、賞金首に指定されている。しかし、ネルガル一味のベルン王家への介入により、非公式ではあるが王家とは一時、協力関係にあった。

#### 頭領
ブレンダン・リーダス
クラスはウォーリア。属性は光。「黒い牙」の設立者。
黒い牙を設立し、強きを挫き弱きを助ける義賊集団として活躍していたが、後妻ソーニャを迎えてからは活動が一転し、暗殺なら無差別にどんなものも引き受けるようになった。2人の息子がいるが、ソーニャが妻に来てからは交流は無いに等しい。
後にソーニャがリムステラと密談しているところを目撃し、彼女の企みに気付き一騎討ちとなる。手傷を負わせるも、敗れて死亡し、リムステラにエーギルを奪われた。彼の死によって、「黒い牙」は事実上解散となる。
終章でネルガルの手によりモルフとして再生され、エリウッド達の前に立ちはだかる。

#### 四牙
ロイド・リーダス (Lloyd Leadas)
声 - 松田健一郎
クラスはソードマスター。属性は理。黒い牙首領ブレンダンの長男で「四牙」の筆頭。
「白狼」の異名をとる剣術の達人。冷静に物事を判断し、短気なライナスと反発することもあるが、結局はライナスの方が従うことになる。
ネルガルが台頭する黒い牙に不信感を抱く。特にソーニャには気を許すことがなく、ソーニャにとっては邪魔な存在だった様子。
ベルンに潜入したエリウッド一行と様子見で交戦する。敗れた後、エリウッド一行がソーニャの言うような人間ではなかったことから、黒い牙の後ろで糸を引く黒幕を探ろうとするが、その矢先にリムステラにエーギルを奪われ死亡する。その後、封印の神殿ではエリウッド一行が彼を殺したと誤解したライナスが敵討ちにくる。
ライナスとロイドの行動が逆になる場合もあり、その場合ベルンの市街で死亡するのはライナスで、封印の神殿ではロイドが敵討ちにくる。
終章でネルガルの手によりモルフとして再生され、エリウッド達の前に立ちはだかる。
ライナス・リーダス (Linus Leadas)
声 - 成田剣
クラスは勇者。属性は雷。ロイドの実弟で「四牙」の1人。
「狂犬」の異名をとる屈強な戦士。好戦的な性格で、戦場においては我先にと飛び出そうとするが、ロイドに諭され結局は兄に判断を任せることが多い。また、彼からの教えも遵守している。兄と同じく、ネルガル、ソーニャへの不信感は強く、ソーニャにとっては邪魔な存在であった様子。
ベルンに潜入したエリウッド一行に出くわしたが、兄にいいところを見せたい一心で、言いつけを破りエリウッド達と対決。敗北してソーニャに疑念を抱きつつ逃亡するが、リムステラにエーギルを奪われ死亡する。その場合、ロイドが封印の神殿で敵討ちにくる。
ロイドが先にエリウッド達と戦う場合もあり、その場合、封印の神殿では彼が敵討ちの戦いに出る。ロイドと違い、ニノにすら気を許さず、会話イベントも発生しない。
終章でネルガルの手によりモルフとして再生され、エリウッド達の前に立ちはだかる。
ジャファル (Jaffar)
声 - 内田雄馬
クラスはアサシン。「四牙」の1人で「死神」の異名を持つ、黒い牙最強の暗殺者。年齢は17歳。
赤子の頃、血塗られた戦場にいたところをネルガルに拾われ、暗殺者として育てられた。感情を持つことなく機械のように数多の標的を始末してきたが、ニノの優しさに触れ、人の心を取り戻すに至った。しかしそれと同時に、暗殺者としては致命的な弱点を持つこととなり、ニノと共に生きることを決意する。
エリウッド編中盤にゼフィール暗殺およびニノを暗殺者に仕立てて始末するよう命じられるも、暗殺をためらうニノを助けるため、ニノとともに逃亡する。そのことが発覚してウルスラに殺されそうになっていたところをエリウッド達に救出され、ニノとともにエリウッド一行の仲間に加わる。
レイラを殺害した張本人であることから、仲間に加わった後もマシューには命を狙われているほか、オスティア軍からは嫌悪されている。
戦後は賞金稼ぎなどに追われるようになり、姿を消す。ニノと支援を組めば彼女と結婚し、ルゥとレイを授かるが、それでも彼の境遇は変わらず、一家は離散するという結末を迎える。
ウルスラ (Ursura)
声 - 水橋かおり
クラスはヴァルキュリア。「四牙」の1人、「蒼鴉」（そうあ）の異名を持つ。
ソーニャに忠誠を誓う蒼髪の美女。冷酷非道な性格。ソーニャの思想に傾倒しており、彼女にとっての「クズ」を排除することには何のためらいも抱くことはない。モルフのことは薄気味悪い人形と考えている。
黒い牙では新参者のヴァイダをよく思っておらず、ヴァイダとエリウッド達が対峙している場面に偶然居合わせた際には、密かにエリウッドらに貴重なアイテムを提供して支援してくれる。
ベルン城内でゼフィール暗殺を中断したジャファルとニノを、裏切り者として粛清しようとするが、間一髪で駆け付けたエリウッド一行に阻まれる。その後、リムステラにエーギルを奪われる。
終章でネルガルの手によりモルフとして再生され、エリウッド達の前に立ちはだかる。

#### 幹部
ウハイ
クラスは遊牧騎兵。サカ出身の遊牧民で、黒い牙の古参。「飛鷹」の異名を持つ。正々堂々と戦うことを好む義に厚い男。
古き良き時代の「黒い牙」を知る人物。ロイドやラガルトなどとも親交が深い。「魔の島」に入島した直後のエリウッド達に襲い掛かる。死闘の末、エリウッドたちに竜の門までの道を教え、死亡。このエピソードが、後にロイドやライナスのエリウッドたちに対する考え方を変えることになる。
終章でネルガルの手によりモルフとして再生され、エリウッド達の前に立ちはだかる。
アイオン
クラスは賢者。「梟」の異名を持つ男。
計算された戦術を好む雷魔法の達人。アラフェン候に容姿が似ているが、彼と同じくサカの民を見下している。
エリウッド達を自信の遠距離魔法で迎え撃とうとしていたが、放浪するキシュナと偶然遭遇し、自身の魔法が封じられたことで、何もできずにエリウッド達に敗れる。
ケネス
クラスは司祭。「百舌鳥」の異名を持つ。ネルガルを神と崇める堕ちた聖職者。
ソーニャたちがベルン城の下見に行く間、「黒い牙」本部の留守を任せられるが、乗り込んできたエリウッドらに倒される。
終章でネルガルの手によりモルフとして再生され、エリウッド達の前に立ちはだかる。
ジュルメ
クラスはアサシン。「凶鳥」の異名を持つ。自称「黒い牙最強の暗殺者」。
残忍な性格で、快楽殺人者。「黒い牙」でネルガル側についたのも、好きなだけ人間を斬らせてくれるからとのこと。同じアサシンであるジャファルを見下している。
ソーニャたちがベルン城の下見に行く間、「黒い牙」本部の留守を任せられるが、乗り込んできたエリウッドらに倒される。
終章でネルガルの手によりモルフとして再生され、エリウッド達の前に立ちはだかる。
テオドル
クラスはドルイド。「夕影鳥」の異名を持つ闇魔道士。エリウッド編では登場章が出現せず、ヘクトル編でのみ登場する。
旅人を装ってエリウッド達に近づき闇魔道について語り、建物内におびき寄せ黒い霧を発生させて視界を封じ、奇襲を仕掛けようとする。強大な「闇」の力を求めており、その力に溺れているようでもある。
異名を持つ「黒い牙」の幹部の中では、終章でモルフとして再生されない。

#### 構成員
ニノ (Nino)
声 - 優木かな
クラスは魔道士→賢者。ソーニャの連れ子で黒い牙の一員。
ソーニャの連れ子。健気で心優しい少女。年齢は14歳前後。母ソーニャからは邪険に扱われているが、それでもいつかは彼女が心を開いて優しい母になってくれると信じている。
魔法を暗唱のみで覚えるなど、魔道に対しては天性の才能がある。しかしその反面、普通の勉強などは行っていないため、文字はあまり読めない。また、幼いころからソーニャに邪険に扱われていたため、自身のことをとても過小評価している。
物語中盤、ジャファルと同じくゼフィール暗殺を命じられるも、家族のことを想うゼフィールの気持ちに動かされ暗殺を中止する。そしてジャファルに連れられ始末に取り掛かったウルスラから逃亡し、エリウッド達の仲間に加わる。
実の両親と弟はソーニャの手にかかって亡くなっている。ニノの母親とカナスの妻が姉妹であるという説もあるが、作中では可能性を述べるにとどまっている（カナスとニノには支援関係が成立するが、支援レベルがAになっても後日談は発生しない）。
本編終了後にルゥとレイを授かるが、黒い牙に在籍していた過去が原因で一家は離散する。
公式ホームページのキャラクター投票では、主役のエリウッドとヘクトルを押さえて第1位を獲得した。
ラガルト (Lagarto)
声 - 安元洋貴
クラスは盗賊→アサシン。「疾風」の異名を持つ、組織の裏切り者を始末する「粛清者」。
「四牙」に次ぐ実力を持つと言われる暗殺者だが、彼自身は小細工を駆使して楽に獲物を仕留める自分を落ちこぼれと称している。アイシャという女性と長い間コンビを組んでいたが、利き腕に傷を負ったアイシャを役立たずと判断した上からの命令でやむなく殺害した過去がある。それを切っ掛けに変わってしまった黒い牙の在り方に見切りを付け、組織を抜けた。行きがけの駄賃とばかりに組織のお宝を盗んでいるところを、エリウッドらにスカウトされる。飄々とした捉え所のない性格をしている。
本人曰く「一応20代」だが、ニノからは「ラガルトおじさん」とよばれる。ロイド、ライナス、ウハイ、ブレンダンなど黒い牙の古参メンバーとは仲が良く、古きよき時代の「黒い牙」を知る人物。終章では、モルフとなって再生した彼らと戦うと自身の心境を語る場面がある。
ハインツ
クラスはシャーマン。一度はニニアンとニルスを捕らえるが、ニルスには逃げられる。
リン達が初めて戦う黒い牙の人間である。
ベアード
クラスは傭兵。ウルスラの部下。ニニアンを拉致したが、その途中でエリウッドによって奪い返される。
ニニスの守護を取り戻すためにリン達がアジトへ侵入してくるのを読み取り、背水の陣で勝負を挑むが敗北、毒で自ら命を絶つ。
ワイアー
クラスはアーマーナイト。ヘクトルを暗殺するため、オスティア城の離宮に奇襲を仕掛ける。
ヘクトル1人と高を括っていたが、怒りのヘクトルの前に敗れ去る。
ボイズ
クラスはアーマーナイト。禿げ上がった頭が特徴。
サンタルス城へ向かうエリウッド達の前に立ちふさがる。
ダミアン
クラスはパラディン。港町バドンでエリウッドらがファーガス海賊団相手に乗船許可を賭けたゲームをしているところに乱入してきた。倒置法を多用する口調が特徴的。
ゾルダム
クラスはシャーマン。魔の島から逃れたニニアンを取り戻し、エリウッド達を始末するため派遣された闇魔道士。
ファーガスの海賊船に乗船して航行中のエリウッド達に、3隻の船を用いて包囲網を敷き奇襲を仕掛ける。
カムラン
クラスはパラディン。黒い牙の1人。
竜の門でダーレンの援護を任される。エリウッドたちを挑発する。
オレグ
クラスはウォーリア。ニニアンとニルスを狙い、港町バドンで夜襲を仕掛ける。
パスカル・グレンツァウ
クラスはパラディン。ブレンダンに幽閉されているかつての「四牙」。「怪物」の異名を持つ。
かつてはベルン王国のランツクロン伯だったが、領民を城に招いては虐殺していたため爵位を奪われる。
容貌は優男風で、物腰は紳士的。しかしその仮面の裏には、標的一人を消すために街一つを焼き払い、殺人をゲームとして楽しむ残虐な素顔が隠されている。
その行動からブレンダンにより牢に幽閉されていたが、ソーニャによって解放されエリウッド達の始末を命じられる。最後に死を体験できたことに満足して死んでいった。
マクシム
クラスはパラディン。ウルスラの部下。
ウルスラの命で、共にジャファル、ニノを粛清しようとする。ウルスラの命令には忠実に従う。
ヤン
クラスは山賊（グラフィックのみ）。ブレンダンの側近。黒い牙の古参でもあり、古くからの仲間からはヤンじいと呼ばれている。
ニノとよく遊んであげていた善良な中年男性。ブレンダンと共にニノの出生の秘密を調査、本当の両親のことを突き止める。ソーニャを目にしただけで逃げ出してしまうほどの臆病な人物である。
エリウッド達がソーニャを倒した後、ニノに本当の母親の形見のペンダントを渡して去る。

### ネルガル一派
強力な魔道士ネルガルと、彼が作り出した「モルフ」からなる謎の集団。
ネルガル (Nergal)
声 - 西垣俊作
クラスは災いを招く者。一連の事件の黒幕。
エーギルを用いて「モルフ」を開発、自らの私設軍団としている。そして腹心の部下、ソーニャをブレンダンの妻として、「黒い牙」を思うがままに操っている。竜の門からニニアン、ニルスの姉弟をよび出し、2人のエーギルを得ようとするが失敗、2人を逃がしてしまう。この件を切っ掛けにエリウッド達と深い関わりを持つことになる。
キアランの相続争いの1年後、部下エフィデルと共にラウス候に反乱を持ちかけ、その過程でエルバートを拉致する。そして、戦乱とエルバートからより多くのエーギルを吸い取り、ニニアンを使って竜の門を開け、竜のエーギルを得ようとするが、ニルスに阻止される。さらにエルバートに深手を負わされ、ベルンで力を蓄えていた。
数百年前に大賢者アトスと出会い、意気投合。共に竜と人が共存する「理想郷」を発見する。理想郷で暮らすうち、竜の知識を得て生物からエーギルを採取する方法を知る。そして、アトスの忠告も無視してエーギルの研究を始めた。その後、神竜のエーギルを狙うが、神竜と結託したアトスによって倒され、瀕死の重傷を負いながら理想郷を去る。この時アトスの手によって傷を負っており、顔の右半分をターバンで覆っている。そして数百年後、前述のとおり「黒い牙」を掌握し、エレブ大陸に戦乱を引き起こそうと暗躍する。
ネルガルの行動の目的は、全て「力を得ること」に集約される。そもそも何のために力を求めるかについてはネルガル自身も闇にその記憶を奪い去られており、詳しい動機は作中で語られていない。ただし異伝でのイベントなどでは人竜戦役時代のエイナールという人物と関係しており、そしてネルガルとエイナールがニニアン、ニルスの両親であることを匂わされている。
終章でボスとして登場する際は、グラフィックがターバンで隠していた傷をさらけ出したものに変化する。その強力さゆえに禁じられた古代の闇魔法「エレシュキガル」を操る。
リムステラ (Limstella)
声 - 下田レイ
クラスは賢者。ネルガルに仕えるモルフの中でも中心的存在の一人で、主に裏方で暗躍する者たちを束ねる。中性的な顔立ちで、公式設定でも性別は不明となっている。
主要モルフの中でも特に感情が乏しく、感情らしい感情を有しないためどんな非情な任務も遂行する強力な魔道の使い手。
本編終盤、ネルガルに古代の魔法を使用され、リムステラ自身の寿命を大幅に削るほどのパワーアップをしてエリウッド達に襲い掛かるが敗北、自分は偽りの存在であると悲しみを抱きながら消滅する。
死の間際やネルガルに古代魔法を使用された際の反応から、物語後半にはいくつかの感情を有していた様子がうかがえ、またネルガルにも敬愛の情を抱いていた節がある。
ソーニャ (Sonia)
声 - 生天目仁美
クラスは賢者。ネルガルに仕えるモルフの中でも中心的存在の一人で、「ブレンダン・リーダスの後妻」としての立場を利用し、表向きの黒幕として黒い牙を実質的に束ねる。
ブレンダンの妻をしているのもネルガルの計画のためであり、ネルガルの気まぐれで孤児であったニノの仮の母親となるが、ニノを「役立たずのクズ」扱いし、本心では両者とも心底から嫌って見下している。その逆にネルガルには絶対の忠誠を誓っており、その感情は愛情や崇拝に近い。リムステラ同様強大な魔道の使い手。
人を「選ばれた人間」と「それに奉仕するだけのただのクズ」に分ける傾向があり、前者と判断した者を過剰に愛で、後者と判断した者にはとことん陰険に接するなど、極めて差別意識が強い。リムステラをはじめとするモルフを「薄気味の悪い人形」と軽蔑していた。その正体は意図的に「人間」として育成された個体で、他のモルフよりも感情が遥かに複雑かつ豊かで、逆に他のモルフ以上に感情を廃された同僚のリムステラとは表裏一体とも言える存在。それ故に自身をモルフではなく完全に人間だと思い込んでおり、死ぬ間際までその真実に気づくことはなかった。
本編のメインイベントには度々登場するが、「外伝」の敵将であり、戦わずして出番を終えることもある。その場合は、ブレンダンに負わされた傷を見たネルガルから用済みと見なされ、廃棄される。
エフィデル (Ephdel)
クラスは賢者（グラフィックのみ）。ネルガルの手によって作られた男性型モルフ。
他人には常に丁寧な物腰で接するが、その言葉に温かみはなく、感情もこもっておらず、慇懃無礼である。
ラウス侯ダーレンの元に送り込まれる。巧みな話術でダーレンを陥れ、「リキア同盟を裏切り、自分がリキアを支配する」と言う甘言を使って意のままにダーレンを操り続けた。
物語中盤、不完全な状態で呼び出された竜の力の暴走に巻き込まれて消滅、死の間際には恐怖の感情を見せた。
キシュナ
クラスは魔封じの者。ネルガルが初めて感情を与えた、通算252番目のモルフ。
老人のような風貌。空間を変化させる能力を持ち、自分の周囲を広範囲にわたって変化させ、魔力の源を消滅させることができる。
また召喚能力も有しており、エリウッド達の旅の途中で度々現れては、モルフを召喚して逃げていく。
当初ネルガルは初の成功した研究成果としてキシュナの存在を喜んでいたが、容姿・能力ともに優秀なモルフを作れるようになってからは次第に彼を疎むようになり、最終的には「出来損ない」として放逐されるまでに至った。その後は各地の遺跡を徘徊しているが、目的は不明（一部の章で、ニルスは彼から「悲しみ」の感情を感じ取っている）。
エリウッド編ではキシュナを完全に撃破できるエピソードはなく、その機会はヘクトル編終盤で難しい条件をクリアしたうえでの「外伝」に限られる。
デニング
クラスはスナイパー。終盤、オスティア襲撃とともにエリウッド達にネルガルからの伝言を伝えるために送られたモルフ。
自分の意思はまったくなく、「ネルガル様からの伝言を伝えます。私は【魔の島】で、お前たちを待っている…」との言葉を繰り返すだけの存在。

### 八神将
およそ千年前に起こった人と竜との大戦、「人竜戦役」で戦った英雄達。一人ひとりが「神将器」と呼ばれる強力な武器を持つ。ハルトムートとハノン、バリガンは未登場。
「大賢者」アトス（Athos）
声 - 上別府仁資
クラスは大賢者。八神将の数少ない生存者の一人。
その強大な魔力ゆえに既に人の理を超越しており、その年齢は千を数える。数百年前ネルガルと共に人と竜が共存する隠れ里に辿り着き、結界を張って彼らを護り続けていた。ネルガルを倒すため、エリウッド達に力を貸す。
エレブ大陸に起こる出来事の全てを知ることや、未来の予知までも行うことができる。しかしその能力ゆえに、当初はネルガルの暗躍を半ば諦観していた。『業火の理』フォルブレイズの使い手。しかし、既にその寿命は限界に差し掛かり肉体も衰えていた身で、終章で出現した竜の動きを止めるため強大な魔力を放出したため力尽き、火竜が倒れた後はエリウッドたちの未来を伝え、自身の意志を継ぐものたちに看取られて満ち足りた最期を迎える。
「謎多き者」ブラミモンド
声 - 櫻井孝宏・鳥海浩輔・大本眞基子・鈴木達央
アトス同様、強大な魔力ゆえに人の理を超越した者。八神将の数少ない生存者の一人。
闇魔法は術者の中に闇を取り入れて強い力を得るものであり、ブラミモンドは闇魔法の神将器というとてつもない力の代償として「己」を失ってしまったと伝えられている。普段は己の元来の人格を内に隠して、会話相手の声と口調を模して会話しているため、伝承には男性か女性か、若者か老人か、すらも伝わることはなかった。
ベルンの「封印の神殿」にその姿を隠し、その場にありながら、大陸中に散らばる「神将器」全ての封印を維持している。神将器の強大な力は人の手に余るとして、封印を解くことを拒んでいたが、エリウッドの強固な意志に打たれ、人を信じ神将器の封印を解放する。本作中では一度だけ、彼自身の人格と口調らしきものが現れる場面がある。『黙示の闇』アポカリプスの使い手。しかし、闇の侵食から元来の人格を守ることにも限界が来ており、近い内に消え去る運命にある。
「勇者」ローラン
その身に似合わぬ大剣を振るって戦った小柄な勇者。作中では故人で、意識体のみが登場する。
「人竜戦役」後、『烈火の剣』デュランダルの魔力で荒れ果てたリキアを復興させた。オスティア侯爵家の直系の祖とされる。その身は既に滅びたが、愛剣にその意識を遺し、リキアの地を見守り続けていた。デュランダルの封印を解いた際、残された力を全てデュランダルに注ぎ込んだことによりこの世界から完全に消え去る。
「狂戦士」テュルバン
屈強な斧使い。こちらも意識体のみが登場する。
西方三島で最期を遂げたが、ローランと同様に自らの『天雷の斧』アルマーズに意識を遺していたが、自らをアルマーズと名乗るなど、神将器の強大な力と同化している節もある。
ヘクトルと対面した際、彼のその後の（『封印の剣』での）運命を予言するかのような発言をした。
平穏を望まず、ただ戦いに身を置くことを望んでいる。
「聖女」エリミーヌ
エリミーヌ教の開祖で、世界の理や人としてのあり方、さらには竜の脅威など、様々な教えを遺した人物。『至高の光』アーリアルの使い手。
本編には登場しないが、最終決戦にてアトスがネルガルの闇の力に対抗するためにアーリアルを持ち出している。
集英社刊『ファイアーエムブレムキャラクターズ 封印の剣&烈火の剣』でその姿を見ることができる。
「神騎兵」ハノン
サカ地方出身の女性の八神将で、『疾風の弓』ミュルグレの使い手。故人。詳細は作中ではあまり語られていない。
「騎士」バリガン
イリア地方出身の聖騎士で、『氷雪の槍』マルテの使い手。故人。その名は騎士としての戦いを学ぶ者は必ず教わるらしいが、詳細はハノンと同じく作中ではあまり語られていない。
「英雄」ハルトムート
八神将の長で、ベルン王国の建国者。神将器の一つエッケザックスのほかに、ファイアーエムブレムの力を宿した究極の剣封印の剣を用い、魔竜を倒して人竜戦役を終わらせた人物（その際、彼女に「あわれ」を感じて殺さずに封印した）。故人。

### その他
タラビル山賊団
ベルン辺境を根城とする山賊団。サカにもしばしば略奪に赴く。ロルカ族に夜襲を仕掛けて壊滅させたリンの仇敵。周辺地域の山賊の中でも特に強大かつ凶悪な一団として恐れられており、略奪対象は老若男女の別なく皆殺しにする。リンが復讐にとらわれることを怖れたワレスにより壊滅させられた。
ガヌロン山賊団
サカ～ベルン国境付近を根城とする山賊団。
リンらに倒された仲間の報復のため、度々襲撃を仕掛けてきた。子供や女性を捕らえては奴隷として売り払っている。作中に登場した山賊団メンバーは、バッタ、ズグ、ミガル、カージガ、バグの5名。
グラス
クラスは傭兵。ならずもの。
サカ族の聖地に納められた宝剣、マーニ・カティを強奪しようと聖殿を占拠するが、直後にリンたちによって成敗される。「この辺りで1番の剣の使い手」を自称する小者。
グロズヌイ
クラスは山賊。フェレ一帯を縄張りとする山賊団の一員。
フェレ騎士が行方不明という報を聞いて麓の村を襲うが、エルバート捜索の旅に出たばかりのエリウッドたちに制圧される。
ザガン
クラスは戦士。ならずもの。
エフィデルに雇われエリウッド一行を襲うが、ヘクトルの援軍もあって敗れる。
プゾン
クラスは傭兵。ならずもの。
マリナスの積み荷を狙って夜襲をかける。
ユバンズ
クラスはパラディン。「荒鷲」の異名を持つ、ユバンズ傭兵騎士団の長。一撃離脱の奇襲作戦を得意とする。
ラウス侯ダーレンに雇われ、エリウッドらが占拠するラウス城奪還作戦を行ったが撃退された。このためリキア同盟から追われることとなる。保身を図るユバンズはエリウッドらの首を手土産に「黒い牙」に身を寄せようとしたが、オスティアの砦でエリウッドらに撃退され、結局その場で傭兵団は解散することとなった。
シレン
クラスは遊牧民。ユバンズ傭兵騎士団の遊牧民。
命令を忠実になすことをすべてと感じており、傭兵に似合わず忠義に厚いヒースを軽蔑している。ラウス城で休息を取っていたエリウッド一行を急襲する。
ポール、ジャスミン
クラスは両者ともウォーリア。ナバタ砂漠の盗賊。
自分達2人のことを「ブラザーズ」と称する。モヒカンマッチョのタラコ唇に耽美系ナルシスト風の口調が特徴。砂漠で魔道アイテムを探索するパントを襲ったが、エリウッドらの助力もあり撃退された。
ゲオルグ
クラスは狂戦士。守護兵の一人で、勇者ローラン随一の部下。オスティア郊外の洞窟で、『烈火の剣』デュランダルを守護する。
カイム
クラスは勇者。守護兵の一人で、狂戦士テュルバン随一の部下。西方三島の洞窟で、『天雷の斧』アルマーズを守護する。

## 移植版
| No. | タイトル                                      | 発売日                      | 対応機種        | 開発元                     | 発売元 | メディア                            | 型式 | 備考 | 出典                        |
| --- | --------------------------------------------- | --------------------------- | --------------- | -------------------------- | ------ | ----------------------------------- | ---- | ---- | --------------------------- |
| 1   | ファイアーエムブレム 烈火の剣                 | 2014年5月14日 2014年12月4日 | Wii U           | インテリジェントシステムズ | 任天堂 | ダウンロード (バーチャルコンソール) | -    |      | [ 11 ]                      |
| 2   | ゲームボーイアドバンス Nintendo Switch Online | 2023年6月23日               | Nintendo Switch | 任天堂                     | 任天堂 | ダウンロード                        | -    |      | [ 12 ] [ 13 ] [ 14 ] [ 15 ] |

## 関連作品
- 小説ファイアーエムブレム烈火の剣～封印の剣 エレブ動乱 （スクウェア・エニックス）
  - 真坂和義 著 金田榮路 画
  - 上巻 2004年1月30日発行
  - 中巻 2004年3月19日発行
  - 下巻 2004年4月2日発行

## 関連商品
- 攻略本・公式ガイドブック
  - ファイアーエムブレム 烈火の剣 任天堂公式ガイドブック
  - ファイアーエムブレム 烈火の剣 任天堂ゲーム攻略本（任天堂DREAM）
  - ファイアーエムブレム 烈火の剣の歩き方（エニックス　現スクウェア・エニックス）
- ドラマCD
  - ファイアーエムブレム 烈火の剣 エクストラCD ローランの継承者たち
    - 2019年4月18日発売
    - 第28章のアナザーストーリーとなっている。出演声優陣は『ファイアーエムブレム ヒーローズ』に準拠している。
- 集英社 ファイアーエムブレムキャラクターズ 封印の剣＆烈火の剣
  - 本作のサウンドトラックは発売されていないが、付録CDにBGMが収録されている。
  - 上記の『キャラクターズ』は両作の公式イラスト計百数点と全ての支援会話を収録したものである。

ほかソフト初回購入者特典として『烈火の剣』の「卓上カレンダー」と「プレミアムサントラCD」がある。

## その他
- 本作のテレビコマーシャルでは平井堅「LIFE is...」がBGMに使用された。CMのイメージタレントに堀北真希を起用した。
- 北米版マリオカート ダブルダッシュ!!
  - ソフトのおまけに同梱されているボーナスディスクでは、日本では期間限定で配信された月刊任天堂店頭デモで2択で入手できるアイテムや音楽、Vジャンプ限定の懸賞で貰える「ドラゴンアクス」ほか多数のダウンロードアイテムと音楽が入手できるが、北米版烈火の剣のソフト限定で、日本版の烈火の剣へのダウンロードは不可である。
- 日本国外版の違い
  - 日本版には無いソール・カティの専用の戦闘グラフィックがある。なお、画像データ自体は日本版にも収録されているが、専用グラフィックがソール・カティではなくデュランダルに指定されている（通常プレイではリンがデュランダルを使用できない）ため、見ることができない。製作の過程でデュランダルの使用者がリンからエリウッドに変更になり、その際に設定を直し忘れていたことが原因。
  - 日本国外版では玉座や城門の地形効果が弱体化しており、回避率が-30から-20に、防御補正が-3から-2にそれぞれ減少。
  - 日本版の終章前半では敵のいる部屋の扉が2ターンに一回、2つずつ開錠される仕様だったが、日本国外版ではこれが1ターンに１つずつに変更。対処が簡単になっている。
  - 日本版では武器威力×3だった特効ダメージが、日本国外版では武器威力×2に抑えられている。
- 大乱闘スマッシュブラザーズX
  - 「攻撃〜挑まれた戦い」のアレンジ曲が収録されている。
  - フィギュアに、アシストフィギュアとして参戦しているリンがある。
  - シールに、エリウッド、リン、ヘクトル、ニニアン、ギィがある。